# Terslev
Terslev is een plaats in de Deense regio Seeland, gemeente Fakse. De plaats telt 803 inwoners (2008).